# Cinderella Rockefella
Cinderella Rockefella ist ein 1967 von Mason Williams und Nancy Ames geschriebener Popsong. Er wurde durch die von Esther & Abi Ofarim gesungene Version international bekannt. In den Niederlanden und den englischen Charts wurde das Stück nach einem Auftritt in der Show von Eamonn Andrews ein Nummer-eins-Hit. In den deutschen Charts erreichte das Lied Platz fünf. Es ist als Liebesduett zwischen Esther und Abi Ofarim mit Dixieland-Elementen konzipiert.

## Rezeption
Das Stück wurde mehrfach gecovert, so von den Carpenters und Kate Smith. Ivri Lider schrieb für den Film Walk on Water eine neue Version des Songs. Isabel Lincoln Elmer, ein Mitglied der Rockefeller-Familie, gab ihrer Autobiografie den Titel Cinderella Rockefeller.